# سن-اپور
سن-اپور (به فرانسوی: Saint-Epvre) یک کمون در فرانسه است که در Canton of Delme واقع شده‌است.

## خصوصیات
سن-اپور ۴٫۶۷ کیلومترمربع مساحت و ۱۴۱ نفر جمعیت دارد و ۲۱۵ متر بالاتر از سطح دریا واقع شده‌است.